# Маммола
Маммола (італ. Mammola, сиц. Mammula) — муніципалітет в Італії, у регіоні Калабрія,  метрополійне місто Реджо-Калабрія‎.
Маммола розташована на відстані близько 510 км на південний схід від Рима, 70 км на південний захід від Катандзаро, 60 км на північний схід від Реджо-Калабрії.
Населення — 2874 особи (2014).
Щорічний фестиваль відбувається 12 березня, 12 травня (наступна неділя), першої неділі вересня. Покровитель — San Nicodemo A.B..

## Демографія
Населення за роками:

Станом на 1 січня 2023 року в муніципалітеті офіційно проживали 43 іноземці з 16 країн, серед них 8 громадян країн Євросоюзу та 6 громадян України.

## Сусідні муніципалітети
- Аньяна-Калабра
- Каноло
- Чинкуефронді
- Галатро
- Джиффоне
- Гроттерія
- Сан-Джорджо-Морджето
- Сідерно